# Klankgat

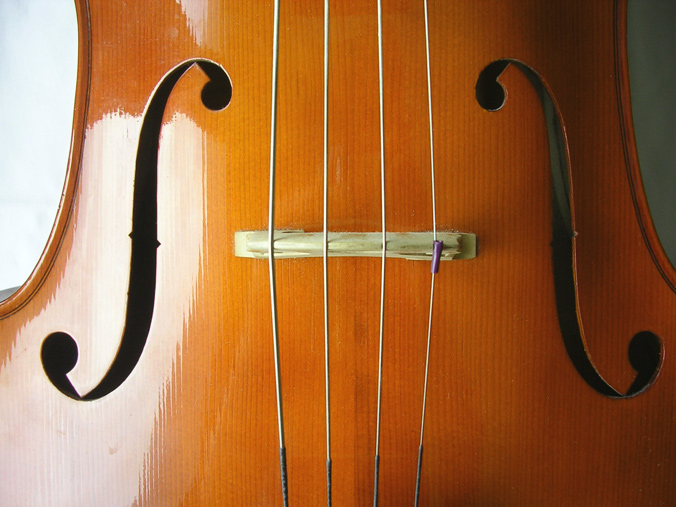
Voorkant van een cello met twee ƒ-vormige klankgaten

Een klankgat is een gat in de klankkast van een akoestisch snaarinstrument. 
Meestal heeft een klankgat een voor het instrument typische vorm:
- gitaar - meestal rond in het midden van het voorblad
- harp - langwerpige gaten over de lengte van de klankkast
- viool, altviool, cello, contrabas - ƒ-vormige gaten aan weerszijden van het voorblad
- viola da gamba - c-vormige gaten aan weerszijden van het voorblad
- luit - een groot rozet of meerdere kleine rozetten in het midden van het voorblad

Sommige luidsprekerboxen bezitten ook een klankgat dat als basreflexpoort wordt aangeduid.
In piano's en vleugels zitten klankgaten in het gietijzeren frame, waardoor de klank van de houten klankbodem door het frame heen kan komen.